# Observatoire régional de la santé
 (février 2025).
Les observatoires régionaux de la santé (ORS) ont été mis en place par des partenaires régionaux, comme réponse aux besoins locaux en matière d’informations de santé, avec la participation de la direction régionale des Affaires sanitaires et sociales (DASS-Etat), des professionnels de santé  et des universités (UFR de Santé publique). En 1981, le rapport du député Guy-Pierre Cabanel au Premier ministre Raymond Barre préconisait l’analyse de la situation du système de soins en France et de l’état sanitaire des régions afin de mieux définir les objectifs et apprécier les résultats de la politique de santé. Il a proposé dix-sept mesures dont la création des observatoires régionaux de la santé qui devaient analyser les problèmes épidémiologiques de la population.
Dans les départements d’outre mer (DOM), les ORS ont pour mission de veiller à ce que les réformes du système de santé s’orientent vers les besoins spécifiques de la région. Cette disposition s’inspire directement du rapport PISSARRO au ministère de la Santé en 1982.
Sur le territoire national, 26 ORS ont été mis en place. En 2015, 21 sont encore actifs.